# Leptodontium theriotii
Leptodontium theriotii là một loài Rêu trong họ Pottiaceae. Loài này được (Corb.) Broth. mô tả khoa học đầu tiên năm 1902.